# Venezuelai vattafarkúnyúl
A venezuelai vattafarkúnyúl (Sylvilagus varynaensis) az emlősök (Mammalia) osztályának a nyúlalakúak (Lagomorpha) rendjébe, ezen belül a nyúlfélék (Leporidae) családjába tartozó faj.

## Előfordulása
A venezuelai vattafarkúnyúl kizárólag Venezuela nyugati részén, szavannákon és száraz erdőkben él.

## Megjelenése
A venezuelai vattafarkúnyúl a legnagyobb ismert dél-amerikai nyúlféle.

## Életmódja
Az étrendjén szerepelnek a Sida növénynemzetség tagjai.

### Fordítás
- Ez a szócikk részben vagy egészben  a   Venezuelan lowland rabbit című angol Wikipédia-szócikk fordításán alapul.  Az eredeti cikk szerkesztőit annak laptörténete sorolja fel. Ez a jelzés csupán a megfogalmazás eredetét és a szerzői jogokat jelzi, nem szolgál a cikkben szereplő információk forrásmegjelöléseként.